# Касьяненко Анатолій Іванович
Анато́лій Іва́нович Касья́ненко (12 серпня 1942, місто Тбілісі, Грузинська РСР, СРСР — 23 липня 2021) — український дипломат, Голова Херсонської облдержадміністрації (з 7 квітня 1998 по 15 липня 1999).

## Життєпис
Народився 12 серпня 1942 в Тбілісі.
Закінчив Одеський технологічний інститут харчової і холодильної промисловості ім. М. Ломоносова (1969), Вищу партійну школу при ЦК Компартії України (1981).
Володіє російською, грузинською, англійською мовами.
З 08.1960 по 01.1961 — токар Херсонського електромашзаводу.
З 01.1961 по 07.1961 — слюсар Херсонської біофабрики.
З 07.1961 по 07.1963 — служба в збройних силах.
З 07.1963 по 11.1964 — електрик СМУ ВО «Укрторгбуд».
З 11.1964 по 11.1967 — інструктор, тренер з боксу Херсонської облради ДСТ «Спартак».
З 11.1967 по 08.1969 — кочегар газцеху Херсонського «Харчокомбінату».
З 08.1969 по 1973 — на комсомольській роботі: інструктор, зав.відділом спортивної і оборонно-масової роботи, голова бюро міжнародного молодіжного туризму Херсонського обкому ЛКСМ України.
З 1974 по 1986 — на партійній роботі в місті Херсоні.
З 1986 по 1987 — голова Херсонської обласної ради профспілок.
З 1987 по 1991 — 2-й секретар Херсонського обласного комітету Компартії України.
З 18.03.1990 — народний депутат України 1-го скликання.
З 05.04.1990 — голова обласної комісії з питань молоді і спорту
З 1991 по 1993 — член комісії ВР України у закордонних справах.
З 07.1993 по 09.1997 — Надзвичайний і Повноважний посол України в Республіці Грузія.
З 07.1997 по 04.1998 — голова Держкомітету України по туризму. Державний службовець 1-го рангу.
З 7 квітня 1998 по 15 липня 1999 — голова Херсонської облдержадміністрації.
З 01.2000 по 18.08.2005 — Надзвичайний і Повноважний посол України в Республіці Узбекистан.
З 03.2000 по 18.08.2005 — Надзвичайний і Повноважний посол України в Республіці Таджикистан за сумісництвом.
З 07.2002 по 18.08.2005 — Надзвичайний і Повноважний посол України в перехідній Ісламській Державі Афганістан за сумісництвом.
Пішов з життя 23 липня 2021 року. Як повідомили у ЗМІ — після тривалої хвороби.

## Нагороди, ранги та відзнаки
- Орден «За заслуги» III ступеня (2000)[12], орден «Знак Пошани» та Почесна грамота Кабінету Міністрів України. Дипломатичний ранг: Надзвичайний і Повноважний Посол України[13].